# Jaime Gómez-Obregón
Jaime Gómez-Obregón (Santander, Cantabria; 1981) es un ingeniero español conocido por su activismo en favor de la transparencia política en la contratación del sector público.

## Trayectoria profesional
Tras finalizar sus estudios de Ingeniería de Telecomunicación en la Universidad de Cantabria, fundó en 2004 una empresa tecnológica especializada en software libre que recibió varios premios por diversos proyectos relacionados con la reutilización de datos abiertos del sector público.
En 2013 propuso la reapertura del antiguo túnel de Tetuán en Santander, un paso subterráneo clausurado a finales de la década de 1960 y casi olvidado por la población de la ciudad, propuesta que fue la más votada en el concurso de ideas Santander City Brain convocado por el Ayuntamiento de Santander. Unos años más tarde el Ayuntamiento de Santander decidió llevar adelante el proyecto. Las obras se iniciaron en febrero de 2020, con un plazo previsto de un año pero, debido a diversas incidencias técnicas, la reapertura del paso subterráneo, esta vez para uso peatonal y ciclista, no se produjo hasta el 28 de mayo de 2022.
En 2015 fue elegido presidente de ASCENTIC, la Asociación Cántabra de Empresas de Nuevas Tecnologías de la Información y las Comunicaciones, y durante 2018 y 2019 formó parte del comité ejecutivo de la Confederación de Empresarios de Cantabria (CEOE-CEPYME Cantabria).
En 2020 se planteó la posibilidad de cruzar los datos de las adjudicaciones de contratos públicos con las listas electorales desde 1979. Para ello descargó casi dos millones de contratos de la Plataforma de Contratación del Sector Público y los datos de un millón de candidatos electorales desde 1979 hasta 2020. El cruce de esos datos puso de manifiesto un elevado número de contrataciones sospechosas, lo que le llevó a solicitar una excedencia laboral para dedicarse en exclusiva a ese proyecto, al que luego seguirían otros similares.

## Proyectos desarrollados

### Boletín Oficial de Cantabria (2020)
A comienzos de 2020, Gómez-Obregón automatizó la redifusión del Boletín Oficial de Cantabria en la plataforma de mensajería instantánea Telegram y en la red social Twitter. Esto le llevó a descubrir una donación anónima de 200.000 euros al Gobierno de Cantabria, realizada por una entidad desconocida a través de una sociedad pantalla registrada en Edimburgo y sin actividad conocida en Cantabria. En un primer momento, y a preguntas de los periodistas el presidente de Cantabria, Miguel Ángel Revilla, afirmó desconocer tanto la empresa donante como la identidad real de su promotor o promotores. La posterior repercusión pública provocó que el asunto fuera debatido en el Parlamento de Cantabria, donde Revilla afirmó que la donación era absolutamente limpia y legal y que la había efectuado una empresaria mexicana con raíces cántabras, pero que no desvelaría jamás el nombre de la donante.

### Contratación pública de Cantabria (2020)
Ese mismo año, algo más tarde, llevó a cabo un cruce de datos entre las adjudicaciones de contratos públicos del Gobierno de Cantabria y las listas electorales de candidatos políticos de la región. Este análisis afloró en torno a un millón y medio de euros en contrataciones de obras y servicios adjudicadas a candidatos de partidos, dos tercios de los cuales beneficiaron a candidatos y militantes del bipartito PRC-PSOE en el gobierno autonómico, y fueron adjudicados a través del procedimiento de contrato menor, una figura administrativa poco fiscalizada que favorece la adjudicación directa de contratos.
Para poder hacer este estudio, aunque el portal institucional de transparencia de Cantabria no permite al ciudadano la descarga masiva de datos, encontró y utilizó un resquicio técnico que le permitió hacer esa descarga. También desarrolló una aplicación informática para obtener los nombres de los candidatos a partir de los registros oficiales publicados por el Ministerio del Interior, que publicó como software libre.
El resultado de este trabajo lo puso a disposición pública en la web contratosdecantabria.es, una base de datos donde es posible hacer libremente todo tipo de búsquedas detalladas y descargas de los datos sin las restricciones que impone el portal institucional del Gobierno de Cantabria.
El proyecto tuvo una amplia repercusión en la prensa autonómica y nacional, y llegó también al Parlamento de Cantabria, provocando un debate en el pleno y la propuesta del Grupo Mixto para una nueva ley autonómica de transparencia que se llamara Ley de Gómez-Obregón.

Además, la iniciativa fue reconocida por SAS Institute como uno de los mejores proyectos de ciencia de datos de España y Portugal en 2020.

### La donación (2021)
En 2021 publicó ladonacion.es, un proyecto de investigación de fuentes abiertas que aplica la teoría de grafos y las ideas del análisis ontológico para reunir en un modelo semántico todos los datos y documentos públicos conocidos en torno a las sospechas de corrupción en la Casa Real española. El resultado de este trabajo hace posible explorar todos los elementos de la trama mediante visualizaciones interactivas en las dimensiones cronológica, geográfica, documental y de relaciones entre sus elementos.
El proyecto tuvo repercusión tanto en medios nacionales como extranjeros, y la metodología de análisis de datos empleada para llevarlo a cabo despertó el interés de los Mozos de Escuadra y de la Oficina Antifraude de Cataluña.

### Smart Lepe (2021)
Poco después realizó un análisis de Lepe Smart Turismo y Gobernanza, un proyecto de digitalización llevado a cabo en 2017 por el Ayuntamiento de Lepe (Huelva) y financiado en un 80% por la entidad pública Red.es con cargo a fondos europeos. El proyecto, que contó con 200.000 euros del Fondo Europeo de Desarrollo Regional (FEDER), incluía el desarrollo de un portal web turístico, una aplicación móvil para la promoción internacional del turismo lepero y un geovisor inteligente (smart), y se presentó públicamente por el alcalde de Lepe como «un activo fundamental para el municipio y una ventana al mundo de su oferta turística».
Sin embargo, el análisis llevado a cabo por Gómez-Obregón en 2021 puso de manifiesto que, debido a un error técnico, el portal había permanecido invisible a los buscadores desde su puesta en marcha cuatro años antes; que en ese tiempo la aplicación móvil apenas había recibido un centenar de descargas; y que ni el geovisor inteligente (un mero mapa de Google) ni el buscador turístico habían llegado a funcionar en ningún momento.

### Plataformas municipales de comercio digital (2021)
También en 2021, a raíz de la proliferación de plataformas locales de comercio electrónico durante la pandemia financiadas en su mayoría con fondos públicos, realizó un exhaustivo estudio de estas plataformas digitales. El análisis efectuado puso de manifiesto la escasa efectividad y utilidad que tienen para el comercio local, por lo que constituyen un despilfarro de fondos públicos con una finalidad principalmente propagandística por parte de las administraciones públicas promotoras.

## Posicionamiento
Gómez-Obregón se ha mostrado partidario de una digitalización lenta, alejada del efectismo de las modas tecnológicas emergentes y las expectativas sobredimensionadas y poco realistas, abogando por desplazar la intervención pública hacia problemas reales con un impacto directo en el bienestar de las personas y con un diseño centrado en el usuario.
También ha criticado el empleo político de una neolengua tecnológica y la atribución de un papel casi mesiánico a la tecnología, alertando de una pandemia de solucionismo tecnológico en el ámbito político que puede conducir a una burbuja de proyectos digitales de escasa utilidad real financiados con fondos públicos, como ocurrió en su día con algunos aeropuertos, autopistas y otras infraestructuras públicas.
Asimismo, ha reclamado la liberación de los datos empresariales depositados en el Registro Mercantil, ya que estos datos son de naturaleza pública y el Registro, según establece la ley, tiene como función principal darles publicidad para que sean conocidos.
Sin embargo, la realidad es que en España solo es posible acceder a ellos mediante un sistema de pago por consulta establecido en 1973, previo a la existencia de sistemas informatizados, y que hoy día resulta totalmente anacrónico. Mientras que en otros países europeos como Alemania o Reino Unido, estos datos están disponibles para su consulta y descarga totalmente gratuita por cualquier empresa o persona que lo desee.
La liberación de estos datos sería beneficiosa por motivos de transparencia y de lucha contra el fraude fiscal, ya que permitiría su cruce con datos de otras fuentes, y también por motivos económicos, ya que según una estimación del Ministerio de Industria y Comercio de Reino Unido, los beneficios de aplicar esta política para un país supondrían entre 1.100 y 3.500 millones de euros anuales.
Para dar visibilidad a esta demanda publicó en 2021 un vídeo de denuncia en clave de humor, que tras hacerse viral en redes sociales fue reflejado posteriormente por diversos medios de comunicación.

## Premios y reconocimientos
En 2010 el proyecto www.elpreciodelagasolina.com, desarrollado por su empresa, recibió una mención como ejemplo de buenas prácticas en la reutilización de datos del sector público por parte la Secretaría de Estado de Telecomunicaciones.
Su labor para identificar y visibilizar contratos públicos adjudicados a candidatos políticos resultó premiada en julio de 2021 en los Curiosity Data Science Iberian Awards convocados en España y Portugal por SAS Institute, una compañía multinacional estadounidense fabricante de software de inteligencia empresarial. Este premio busca reconocer los «proyectos de ciencia de datos que hacen que el mundo a nuestro alrededor avance».
En octubre de 2021 recibió el Premio Blasillo de Huesca al ingenio en internet, otorgado por el XXII Congreso de Periodismo Digital de Huesca, en reconocimiento a su labor para mejorar la transparencia en el sector público.
En octubre de 2024 recibió el Premio 4D Derechos Digitales Desde el Diseño, otorgado por Fundació .cat y Xnet, por su proyecto Apps públicas que investiga sobre los recursos invertidos de las administraciones públicas españolas en el desarrollo de aplicaciones móviles, y cuál es su impacto real.